# Lagtingsvalget 1920
Lagtingsvalget på Færøerne 1920 blev afholdt 10. november 1920.

## Resultater
| Parti                | Tilslutning | Mandater i Lagtinget | Ændring fra 1918 (mandater) | Ændring fra 1918 (%) |
| -------------------- | ----------- | -------------------- | --------------------------- | -------------------- |
| Sambandsflokkurin    | 58,4 %      | 10                   | +1                          | 8,1                  |
| Sjálvstýrisflokkurin | 41,6 %      | 10                   | -1                          | -8,1                 |

## Eksterne Henvisninger
- Hagstova Føroya — Íbúgvaviðurskifti og val (Færøsk statistik)